# Розето Капо Спулико
Розето Капо Спулико (итал. Roseto Capo Spulico) је насеље у Италији у округу Козенца, региону Калабрија.
Према процени из 2011. у насељу је живело 604 становника. Насеље се налази на надморској висини од 166 м.

## Становништво
Према резултатима пописа становништва 2011. у општини је живело 1.873 становника.
| 1931. | 1936. | 1951. | 1961. | 1971. | 1981. | 1991. | 2001. | 2011. |
| ----- | ----- | ----- | ----- | ----- | ----- | ----- | ----- | ----- |
| 1.937 | 1.930 | 2.008 | 2.003 | 1.792 | 1.743 | 1.873 | 1.759 | 1.873 |

## Партнерски градови
- Romentino